# Faro Rocchetta
Il faro Rocchetta o anche faro degli Alberoni si trova in località Alberoni-Malamocco al lido di Venezia.
Originariamente costruito per indicare il porto alle navi provenienti dalla laguna che intendevano uscire, è stato poi potenziato in modo da servire anche alle navi in entrata, quando la navigazione attraverso il porto di Malamocco fu resa bidirezionale.
Il faro si affaccia in laguna ma è visibile anche dal mare Adriatico.

## Storia
Edificato fin dai tempi della Repubblica Serenissima fu costruito in muratura nella forma attuale nel 1879.

## Architettura
Il faro è di forma cilindrica completamente bianco. Una caratteristica saliente è che alla base del Faro sorge la casetta del fanalista che gira completamente attorno alla torre, all'interno della quale si sviluppa una scala a chiocciola per raggiungere la lanterna. Il segnale luminoso è visibile sino a 16 miglia di distanza.
Il faro Rocchetta è uno dei pochi fari ancora custoditi in Italia.